# Carmina Alonso
Carmina Alonso va ser una presentadora espanyola de televisió.
És considerada com una de les primeres presentadores de televisió a Espanya. Va ingressar a Televisió Espanyola en la temporada 1962-1963.
A l'ens públic va aparèixer en nombrosos programes que li van proporcionar una gran popularitat entre els espectadors de l'època. Va participar sempre en espais d'entreteniment i varietats, sense més pretensions que les de divertir al públic. Potser el programa més emblemàtic de tots en els quals va participar va ser Gran parada (1963), que presentava al costat d'Ana María Solsona.
Va acompanyar José Luis Pécker en el concurs De 500 a 500.000 (1963). En aquella època se li va assignar també la presentació en solitari de l'espai Kilómetro cero i d'un programa musical anomenat Ritmo (1963). En 1964 es va posar al capdavant de l'espai Sábado 64 predecessor del mític Galas del sábado.
La seva enorme popularitat li va servir perquè José Luis Sáenz de Heredia la cridés per a interpretar-se a si mateixa en la pel·lícula Historias de la televisión (1965).
Se li va concedir el Premis Ondas 1964 (Nacionals de Televisió) a la Millor Locutora.
Coincidint amb el seu matrimoni, en aquesta època es va apartar del mitjà i va finalitzar la seva carrera professional.